# Ламбертон (Мисисипи)
Ламбертон (енгл. Lumberton) град је у америчкој савезној држави Мисисипи.

## Демографија
По попису из 2010. године број становника је 2.086, што је 142 (-6,4%) становника мање него 2000. године.
| Група             | 2000.         | 2010.         |
| Белци             | 1.008 (45,2%) | 879 (42,1%)   |
| Афроамериканци    | 1.195 (53,6%) | 1.178 (56,5%) |
| Азијати           | 2 (0,1%)      | 0 (0,0%)      |
| Хиспаноамериканци | 10 (0,4%)     | 11 (0,5%)     |
| Укупно            | 2.228         | 2.086         |